# 多重質問の誤謬
多重質問の誤謬（たじゅうしつもんのごびゅう、英: loaded question, complex question fallacy）は誤謬の一つである。「多問の虚偽」や「複問の虚偽」とも。
多重質問（たじゅうしつもん、英: complex question, trick question, multiple question, 羅: plurium interrogationum）は、議論に関わる人々が受け入れていない、あるいは証明されていない前提に基づく質問。多重尋問（たじゅうじんもん）とも。それに起因する誤謬を多重質問の誤謬という 。たとえば「あなたはまだ妻を虐待しているのか?」といった質問がある。この質問に対しては「はい」と答えようが「いいえ」と答えようが、「あなた」には妻がいて過去に虐待したことがあるということを認めたことになる。つまりこれらの事実が質問の「前提」とされたため、相手は多重質問の誤謬の罠にかけられ、一つの答えしかできない状況に追い込まれる。質問者は修辞的にこのような質問を行い、特に返答を期待していないことが多い。
もう少しわかりにくい例としては、「なぜ人を殺してはいけないのか?」や「なぜ宇宙があるのか?」といった質問が考えられる。前者は「（すべての）人を殺してはいけない」という前提を含んでいるが、死刑存廃問題を考えると、たとえば死刑囚を殺してはいけないかどうかは自明でない問題である。ところが、「なぜ」と問われると人々は質問に自明でない前提が含まれていることに気づかず（質問自体が擬似問題である可能性があるにもかかわらず）、誤りかもしれない前提を正当化する理由を無批判に考えてしまう傾向にある（これは確証バイアスと呼ばれる）。後者の質問は「宇宙が存在する」という前提を含んでいる。この前提はほとんどすべての場合明らかに正しいと考えられるが、哲学的な存在論的虚無主義の立場では否定される。
このような質問が誤謬かどうかは文脈に依存している。質問が単に何らかの前提を含んでいるというだけでは、誤謬とはみなされない。その前提が自明でないものである場合のみ、この質問が誤謬となる。
関連する誤謬として論点先取がある。これは、結論が前提として使われている論証形式である。

## 暗示形式
誤解を招く会話形式として、質問に明示的に言及されないことを暗示するというものがある。たとえば「ジョーンズさんには軍人の兄弟がいるんですか?」という質問は、そのような事実を主張しているわけではないが、少なくともそう思われる徴候があることを示唆しており、さもなくばこのような質問がされることもないだろう。このような質問をしている人は嘘の主張をしているわけではないが、暗黙の複合的質問（単純に「はい」や「いいえ」で答えると誤解を生むような質問）を含意している。この質問自体は誤謬ではないが、この質問を聞いた人々が質問の前提を裏付ける証拠があるのだろうと仮定することに誤謬が存在する。ここで挙げた例はどうということはないが、たとえば「ジョーンズさんには監獄に兄弟がいるんですか?」ではどうだろうか。
修辞的な効果を狙うなら、事実の証拠なしでは普通は聞かないだろうというようなことを暗示しなければならない。たとえば「ジョーンズさんには兄弟はいますか?」という質問では、特に事前の知識がなくとも普通にされる質問であるため、それを聞いた人は何らかの証拠があるに違いないとは思わない。

## 様々な形式
以下の質問形式は何らかの前提を含んでいる。
多重質問 (loaded question)
被質問者が異議を申し立てずに答えた場合、ある告発を認めたことになるような前提を含んだ質問である。たとえば「お前はまだ奥さんを虐待しているのか?」という質問がある。多重質問は質問者が真であると信じていることを被質問者に認めさせる罠である。実際にその前提が真かどうかとは無関係である。
おべっか (buttering-up)
2つの質問を同時にするもので、1つは被質問者が「はい」と答えたくなるもので、もう1つは質問者が「はい」と答えてほしいものである。たとえば「あなたはいい人で私に5ドル貸してくれますか?」という質問がある。
（誤謬ではない）複雑な質問
それを聞いた人が簡単に合意できるような前提を含んだ質問。たとえば「イギリスの国王は誰か?」という質問は、イギリスという地名があるという前提と、そこには国王がいるという前提を含んでいる（どちらも真である）。
誤謬的な複雑な質問
一方「フランス国王は誰か?」という質問は、そもそも、現在フランスには国王がいないため前提が偽であり、誤謬である。しかし、この質問に答えることで回答者が告発されたり非難されるわけではないため、多重質問ではない。
暗黙のジレンマ（誤謬ではない）
否定しても肯定してもジレンマに陥る結果になる「ひっかけ質問」の一形式。たとえば、上司が部下に対して「お前はここでやっていけると思っているのか?」と聞いた場合、肯定応答したとしてもクビになるかどうかとは無関係である。この形式の質問は相手に会話を促す目的で使われる。

## 対応策
このような質問に対する一般的な対応策は、「はい」や「いいえ」と単純に応答するのではなく、文脈を踏まえたちゃんとした文で答えることである。上述の例で言えば、「あなたはまだ妻を虐待しているのか?」という質問へのよい返事としては「私は妻を虐待したことなどない」あるいは「私は未婚だ」である。このように答えることで曖昧さを排除し、相手の戦術を無効化する。しかし、質問者はさらに「はぐらかし」の質問をすることで被質問者のこの戦術を無効化することがある。「では、私が結婚したことがないのに、どうやって妻を虐待したのかを説明してください」といった修辞的質問はそのような相手の戦術にも効果的である。

## 歴史的な例
マデレーン・オルブライトは、1996年5月12日の『60 Minutes』という番組で、多重質問に異議を申したてずに答えた。レスリー・ストールはイラク制裁の効果について「50万人の子供が死んだと聞いています。これは広島で死んだ子供より多い数です。これはそのような代償に値することでしょうか?」と質問した。オルブライトは「これは非常に難しい選択ですが、我々はそれだけの価値があると思っている」と答えた。彼女はこれについて後に以下のように書いている。

私は気が変になっていた。私は質問を再構成し、前提に含まれる問題点を指摘すべきだった。… 私は答えた後すぐに時間を巻き戻して訂正したいと思った。私の答えは恐ろしい誤りであり、性急すぎ、不器用で、間違っていた。… 私は罠にかかり、思ってもいないことを言ってしまった。これは私自身の過ちである。